# Shuruvath
Shuruvath (hindi: शुरुआत, pol. Początek) – debiutancki album studyjny polskiego piosenkarza Michała Rudasia wydany w 2009 roku.
Materiał na płycie stylistycznie przedstawia mieszankę muzyki pop i klasycznej muzyki hinduskiej w oparciu o melodykę raga.

## Lista utworów
1. „Intro” – 01:20
2. „Dajesz mi mnie” – 03:13
3. „Wracaj już” – 03:53
4. „Wiatr” – 03:30
5. „Nurt” – 04:24
6. „Mast Kalandar” – 03:41
7. „Zatrzymaj się” – 03:56
8. „Chcę żyć” – 05:22
9. „Pozwól napatrzeć się na Ciebie” – 06:09
10. „Modlitwa” – 03:28
11. „Baśń o dwojgu” – 03:59
12. „Będziesz tam” – 05:33
13. „Powiedz tylko słowo” – 05:17
14. „Wszystko na dobrej drodze” – 03:53
15. „Ta Deem” – 06:07

## Twórcy
Materiał na płytę zrealizowali:
- Bartek Schmidt, Filip Ruciński, Michał Rudaś, Sameer, Geworg Emin, Magda Wójcik, Nusrat Fateh Ali Khan – teksty
- Konrad Biliński, Marcin Nierubiec, Michał Rudaś, Piotr Siejka, Michał Grymuza, Shankar Ehsaan-Loy, Birgu Deveda, Sławomir Kulpowicz, Karolina Amirian, Nusrat Fateh Ali Khan – muzyka
- Adam Sztaba, Konrad Biliński – produkcja muzyczna

Album nagrywano w Studiu S-4 w Polskim Radiu w Warszawie, w studiu Sonus w Łomiankach, w Pueblo People Studios oraz w studiu Michała Dąbrówki w Komorowie. Nagranie partii smyczkowych i perkusyjnych zrealizowano w RG Studio w Gdańsku.